# 馮正忠
馮正忠（1907年—1988年12月18日），號勵精。廣東省順德縣人。民國37年（1948年）在僑居國外國民第十五區（非洲）當選第一屆立法委員。

## 生平[1][2][3]
- 法國聖日曼中學
- 法國巴黎大學政治學院肄業
- 中央訓練團受訓結業
- 僑務委員會委員、常務委員
- 馬達格斯加及模里斯視察黨務[4]
- 中美文化經濟協會理事
- 中法比瑞文經協會理監事
- 留法比瑞同學會理監事
- 民國77年12月18日病逝[5][6]